# Instituto Tabasqueño de Transparencia y Acceso a la Información Pública
El Instituto Tabasqueño de Transparencia y Acceso a la Información Pública es uno de los órganos constitucionales autónomos del Estado de Tabasco. 
Es el encargado de hacer cumplir las obligaciones en materia de acceso a la información pública que tienen los sujetos obligados por las leyes.

El Instituto Tabasqueño de Transparencia y Acceso a la Información Pública es un órgano constitucional autónomo, especializado, imparcial y colegiado, dotado de plena autonomía técnica, jurídica, de gestión y presupuestaria, con personalidad jurídica y patrimonio propios, con facultades para hacer cumplir a los Sujetos Obligados y sancionar la inobservancia de las disposiciones jurídicas en materia de Acceso a la Información Pública, en los términos del artículo 7 de la presente Ley.
Artículo 38. Ley de Transparencia y Acceso a la Información Pública del Estado de Tabasco.

## Organización
El Instituto es dirigido por el Pleno, el cual está integrado por 3 Comisionados que son nombrados por el Congreso del Estado a propuesta de su Junta de Coordinación Política. Por cada comisionado propietario se elige un suplente.
Los Comisionados duran en su encargo 7 años. El Comisionado Presidente es designado por el Pleno para un periodo de 3 años.

### Integrantes del Pleno
| Cargo                                 | Propietario                   | Suplente                      | Periodo para el que fue designado | Periodo para el que fue designado | Periodo para el que fue designado |
| ------------------------------------- | ----------------------------- | ----------------------------- | --------------------------------- | --------------------------------- | --------------------------------- |
| Comisionado Presidente y Ponencia III | Ricardo León Caraveo          | Jaime Enrique Pérez Hernández | 6 años                            | 15 de julio de 2020               | 28 de abril del 2022              |
| Comisionada Ponencia I                | Patricia Ordóñez León         | Karina Sánchez Arenas         | 7 años                            | 15 de julio de 2020               | 28 de abril del 2023              |
| Comisionada Ponencia II               | Edith Yolanda Jerónimo Osorio | Mitzi Cristhell Ruiz Flores   | 7 años                            | 29 de abril de 2021               | 28 de abril de 2028               |

| Cargo                  | Propietario                       | Suplente                    | Periodo para el que fue designado | Periodo para el que fue designado | Periodo para el que fue designado |
| ---------------------- | --------------------------------- | --------------------------- | --------------------------------- | --------------------------------- | --------------------------------- |
| Comisionada Presidente | Teresa de Jesús Luna Pozada       | Claudia Contreras Mollinedo | 7 años                            | 29 de abril de 2016               | 28 de abril del 2023              |
| Comisionado            | Jesús Manuel Argáez De Los Santos | Aldo Antonio Vidal Aguilar  | 6 años                            | 29 de abril de 2016               | 28 de abril del 2022              |
| Comisionada            | Leida López Arrazate              | Juan Salinas Romero         | 5 años                            | 29 de abril de 2016               | 29 de abril de 2021               |

## Sujetos obligados
Los Sujetos Obligados a transparentar y dar acceso a la información pública que poseen, además de garantizar la protección de los datos personales que poseen son cualquier autoridad, entidad, órgano y organismo de:
- Poderes Ejecutivo
- Poder Legislativo
- Poder Judicial
- Ayuntamientos
- Órganos autónomos
- Partidos Políticos
- Fideicomisos y fondos públicos.

También están obligados cualquier persona física, jurídica colectiva o sindicato que reciba y ejerza recursos públicos o realice actos de autoridad en el estado o los municipios.